# Puccinellia schischkinii
Puccinellia schischkinii är en gräsart som beskrevs av Nikolai Nikolaievich Tzvelev. Puccinellia schischkinii ingår i släktet saltgrässläktet, och familjen gräs. Inga underarter finns listade i Catalogue of Life.